# Pasivní příjem
Pasivní příjem je termín používaný v ekonomii a osobních financích, který označuje příjmy získané s minimálním úsilím nebo účastí ze strany příjemce. Tento druh příjmu se liší od aktivního příjmu, který vyžaduje pravidelnou pracovní aktivitu nebo účast, jako je zaměstnání nebo provozování vlastního podnikání. Tento typ příjmu je často považován za klíčovou složku pro dosažení finanční nezávislosti a dlouhodobé finanční stability, protože poskytuje finanční prostředky bez nutnosti aktivní pracovní účasti. V kontextu finančního plánování a investování je budování zdrojů pasivního příjmu často strategií pro diverzifikaci příjmů a minimalizaci rizika finanční závislosti na jediném zdroji příjmů.

## Druhy příjmů z pohledu investora[1]
Aktivní příjem představuje příjem získaný na základě vlastní pracovní činnosti, typicky formou mzdy nebo platu od zaměstnavatele. Tento typ příjmu je považován za nejběžnější a vyžaduje přímou účast jednotlivce na výdělečné činnosti.
Pasivní příjem je definován jako příjem generovaný z podnikání nebo jiných aktivit, na kterých se příjemce přímo nepodílí, případně pouze omezeně. Mezi příklady patří příjmy z pronájmu, franšízového podnikání nebo investiční výnosy z podnikatelských struktur, které nevyžadují každodenní řízení.
Příjem z portfolia tvoří samostatnou kategorii a zahrnuje výnosy z finančních investic, jako jsou dividendy z akcií, úroky z dluhopisů nebo kapitálové zisky z prodeje cenných papírů. Tento druh příjmu je úzce spjat s kapitálovými trhy a podléhá jejich vývoji.

## Typy pasivních příjmů
Pasivní příjem může mít mnoho podob, z nichž každá nabízí různé výhody a úrovně zapojení. Níže jsou uvedeny některé z nejběžnějších typů pasivního příjmu:

### Investiční příjmy
- Dividendy z akcií: Příjmy z dividend jsou výplaty, které společnosti poskytují svým akcionářům z vygenerovaných zisků.
- Úrokové příjmy: Tyto příjmy pocházejí z investic do dluhopisů, spořicích účtů nebo jiných úročených investičních nástrojů.
- Kapitálové zisky: Zisk z prodeje investičního aktiva, jako jsou akcie nebo nemovitosti, které se prodávají za vyšší cenu, než byla nákupní.

### Příjmy z nemovitostí
- Nájemné: Pravidelný příjem získaný pronajímáním nemovitostí, jako jsou byty, domy nebo komerční prostory.
- Realitní investiční trust - REITs (Real Estate Investment Trusts): Investice do REITs umožňuje získávat příjmy z nemovitostního sektoru bez nutnosti přímého vlastnictví nemovitostí.
- Mikropodíly v nemovitostech (crowdowning) - investice do podílu na nemovitstech s výnosem z nájmu i růstem kapitálové hodnoty.

### Royalty a licenční poplatky
- Autorská práva: Příjmy z autorských práv k hudbě, knihám, patentům a autorským právům na software.
- Patenty: Příjmy z vynálezů a patentů, kdy vynálezci dostávají odměny za používání jejich patentovaných technologií.

### Online podnikání
- Reklamní příjmy: Příjmy z reklamy na webových stránkách nebo blogu, například prostřednictvím programů jako Google AdSense.
- Affiliate marketing: Provize z prodeje produktů nebo služeb pro jiné společnosti prostřednictvím odkazů na vlastním webu nebo blogu.

### P2P půjčování a crowdfunding
- Peer-to-Peer (P2P) půjčování: Příjmy z úroků z půjček poskytnutých jednotlivcům nebo firmám prostřednictvím online platform.

### Ostatní[2]
- Pronájem půdy solárním farmám
- Skladování specializovaných vozidel (např. karavany, lodě, veterány)
- Pronájem pozemků větrným elektrárnám
- Pronájem vybavení (nástroje, auta apod.)
- Půjčky přes peer-to-peer platformy
- Indexové fondy
- Vývoj mobilní aplikace
- AI-nástroje a aplikace
- Design a prodej vlastních fyzických produktů (např. trička)
- Prodej stock fotografií
- Licencování hudby
- Vytvoření předplatného boxu (např. s kosmetikou)
- Koupě a provoz automatu (např. s nápoji)

Tato rozmanitost způsobů, jak generovat pasivní příjmy, nabízí jednotlivcům možnosti, jak diverzifikovat své příjmové portfolio a minimalizovat rizika spojená s přílišnou závislostí na jediném zdroji příjmů.

## Daně z pasivního příjmu
V některých zemích (např. USA) platí pro pasivní příjem menší daňové zatížení než pro příjem pracovní nebo příjem portfoliový.

## Bohatý táta, chudý táta
Nejznámějším uživatelem pojmu pasivní příjem je americký podnikatel a autor knih Robert Kiyosaki. Dostatečně vysoký pasivní příjem je pro Roberta cesta k finanční svobodě a bohatství. Tvrdí, že každý, kdo pracuje na svém pasivním příjmu, se dopracovává k finančnímu zdraví, a ten, kdo nebuduje svůj pasivní příjem, pracuje na své finanční chudobě.